# Sol LeWitt
Solomon „Sol“ LeWitt (* 9. September 1928 in Hartford, Connecticut; † 8. April 2007 in New York) war ein US-amerikanischer Künstler des Minimalismus. Er entwickelte den Begriff Konzeptkunst (engl. Conceptual Art).

## Leben und Werk

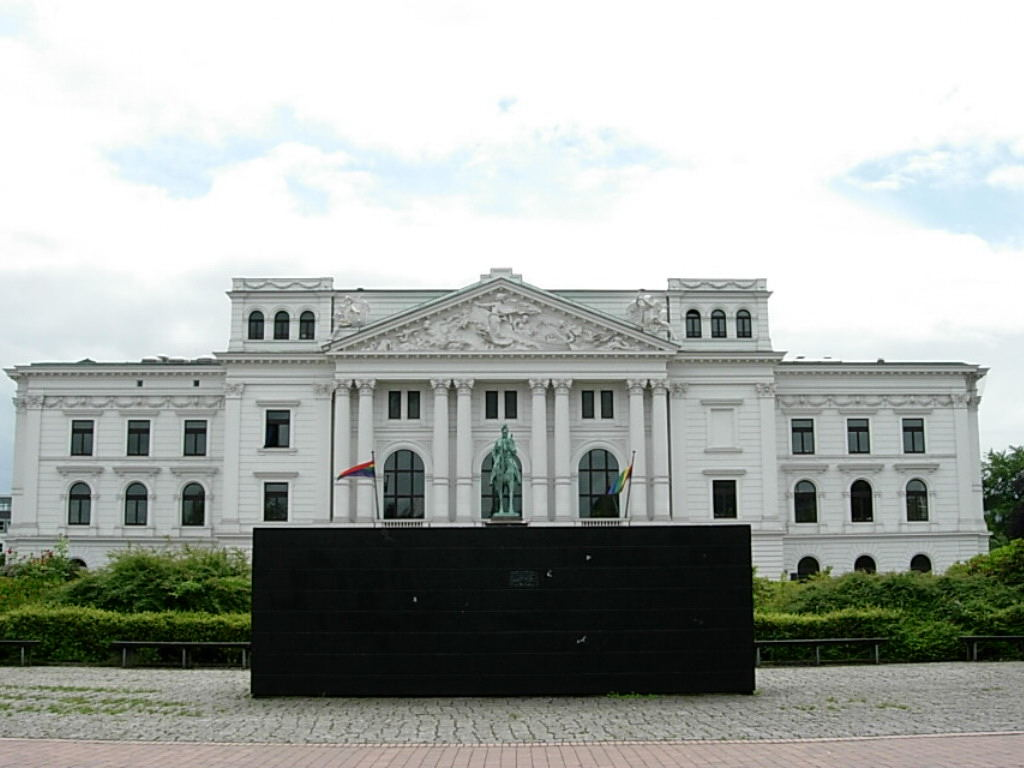
Black Form, entworfen für die Skulptur.Projekte 1987, Standort heute: Hamburg-Altona

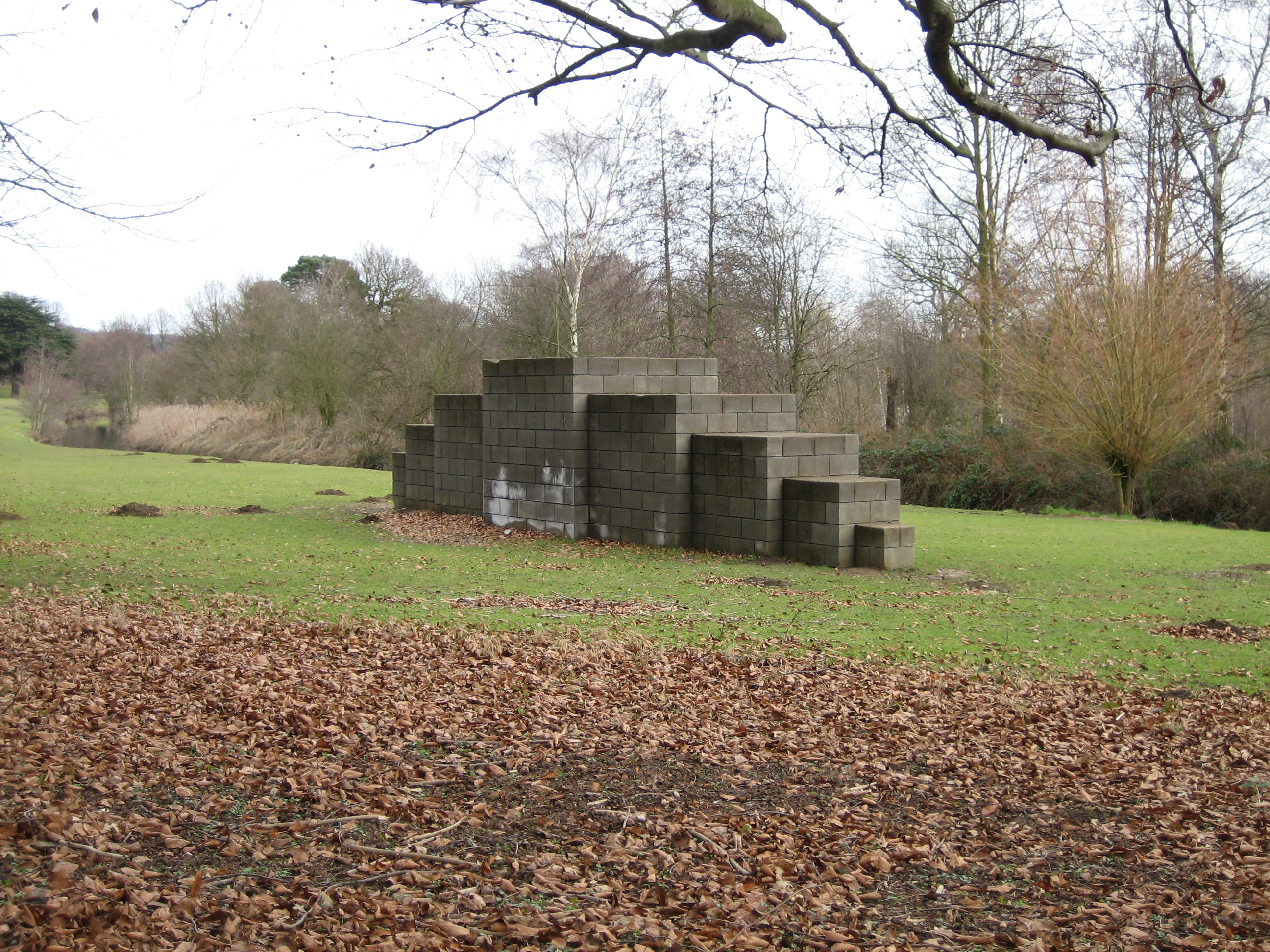
Skulptur von Sol LeWitt, Yorkshire Sculpture Park

LeWitt besuchte von 1945 bis 1949 die Syracuse University in New York, bevor er 1951 für ein Jahr mit der US-Armee nach Korea und Japan ging. 1953 besuchte er die „Cartoonist and Illustration School“ in New York und arbeitete von 1955 bis 1956 als Grafiker für den Architekten Ieoh Ming Pei. Von 1960 bis 1965 arbeitete er am Museum of Modern Art, wo er Bekanntschaft mit Dan Flavin, Robert Ryman, Robert Mangold und Scott Burton machte. Zwischen 1964 und 1971 war er an verschiedenen Instituten tätig, so an der „Museum of Arts School“, unterrichtete an der Cooper Union, sowie an der School of Visual Arts und am „Education Department“ der New York University. 1976 gründete er zusammen mit Lucy Lippard den Verlag Printed Matter, um einen Vertrieb von Künstlerbüchern zu organisieren.
Sol LeWitts Werk basierte auf dem Konstruktivismus des Bauhauses sowie der niederländischen Künstlervereinigung De Stijl. Sol LeWitt entwickelte die Ideen dieser Stilrichtungen weiter und experimentierte mit architektonischen Raumstrukturen, Gittermustern und Rasterkonstruktionen, die er auf ein Minimum reduzierte. Seine Arbeiten hielt der Künstler in zahlreichen Dokumentationen fest, die seine Auffassung der Kunsttheorie reflektieren.
In seinem theoretischen Werk Paragraphs on Conceptual Art von 1967, mit dem er zu einem wichtigen Anreger der Conceptual Art wurde, definierte er seine Kunst als „begrifflich“ – im Gegensatz zur optisch orientierten „Wahrnehmungskunst“ –, da sie für den Betrachter vornehmlich in geistiger Hinsicht interessant sei. Hierbei steht die Idee, das Konzept eines Werkes im Vordergrund.
In seinen Werken, die auch mehrfach im „Museum of Modern Art“ in New York ausgestellt wurden, tauchen immer wieder Gitterstrukturen aus Holz und/oder Metall auf. Frühe Werke sind Zeichnungen und Drucke mit feinen Linien- und Gitterstrukturen sowie große geometrische Gitterobjekte. Ab 1968 folgen große farbige Wandzeichnungen. Sol LeWitt war von 1968 bis 1982 vierfacher Teilnehmer der documenta in Kassel.
1979 entwickelte Sol LeWitt eine Videoarbeit für Lucinda Childs Tanzstück Dance. Filmaufnahmen des Stückes werden während der Live-Aufführungen über eine meterhohe, transparente Leinwand synchron auf die Bühne projiziert, so dass die Tänzer mit ihrem filmischen Alter Ego interagieren. Die Videoprojektion, in der die Tänzer auf einem gerasterten Boden tanzen, dient dem Stück als einziges Bühnenbild. Dance zählt heute zu den Klassikern der Avantgarde und beeinflusste den postmodernen Tanz entscheidend.
1989 wurde er zum assoziierten Mitglied der Académie royale des Sciences, des Lettres et des Beaux-Arts de Belgique (Classe des Beaux-Arts) gewählt.
Sol LeWitt lebte und arbeitete in Chester in Connecticut und in Spoleto, Italien.

## Ausstellungen (Auswahl)
- 1965: Daniela gallery, New York
- 1968: Galerie Bischofberger, Zürich
- 1968: Galerie Heiner Friedrich, München
- 1968: 4. documenta, Kassel
- 1972: documenta 5, Kassel
- 1977: documenta 6, Kassel
- 1982: documenta 7, Kassel
- 1984: Skulptur im 20. Jahrhundert, Basel
- 2009: Wall Drawing #261, 1975, Museum für Moderne Kunst (MMK), Frankfurt am Main
- 2012: Sol LeWitt. Dessins muraux de 1968 à 2007, Centre Pompidou-Metz, Metz (Retrospektive mit 33 schwarz-weißen Wandzeichnungen)
- 2012: Sol LeWitt. Colors, M – Museum Leuven, Löwen (Leuven/Louvain) als farbiges Pendant zur Ausstellung im Centre Pompidou-Metz
- 2012: Sol LeWitt. L’artista e i suoi artisti. Napoli, Museo Madre
- 2015: Sol LeWitt. Wall Drawing 1176. For Josef Albers. Bottrop, Quadrat Bottrop
- 2015: Sol LeWitt. 17 Wall Drawings 1970–2015. Fondación Botín, Santander
- 2019. Sol LeWitt. stein reich. Ostfildern, Städtische Galerie

## Öffentliche Sammlungen
- Hallen für Neue Kunst, Schaffhausen
- Migros Museum für Gegenwartskunst, Zürich
- Museo d’Arte Contemporanea Donna Regina, Neapel
- Lehmbruck-Museum, Duisburg
- MAGI ’900, Pieve di Cento, Bologna
- Mass MoCA, North Adams, MA, USA
- Quai Zurich Campus, Zürich

## Öffentlicher Raum

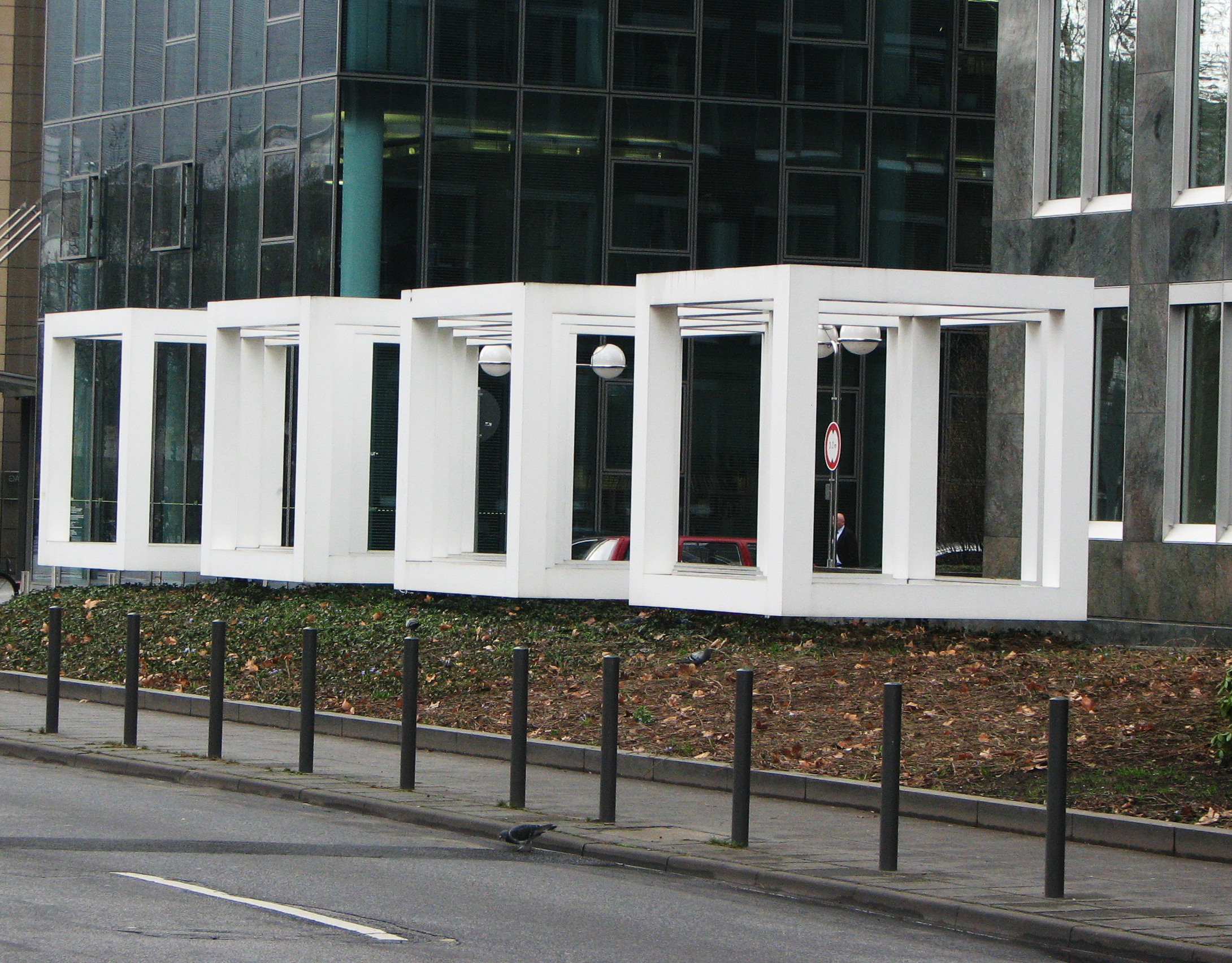
Open Cubes in Frankfurt am Main, 1991

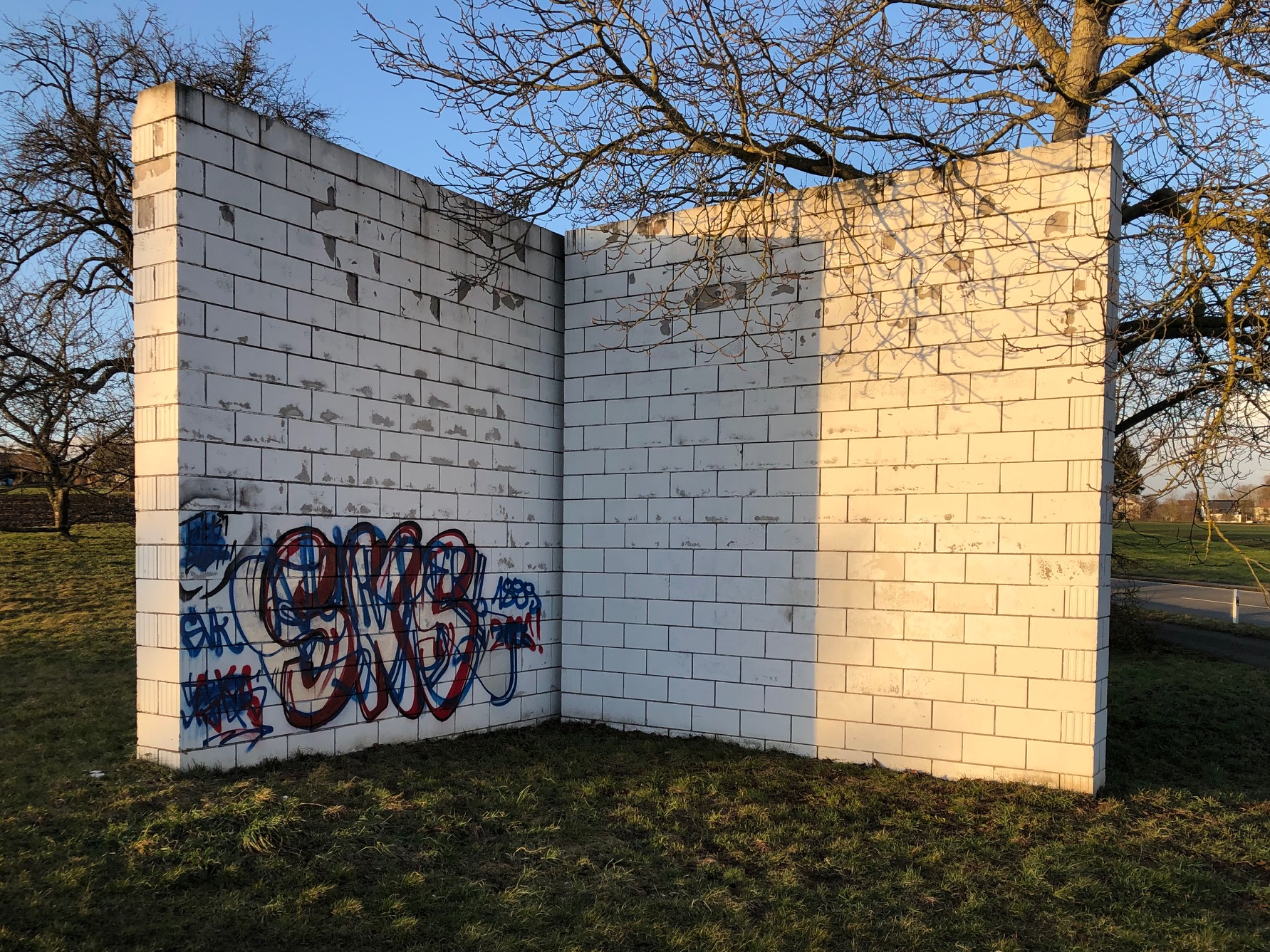
Four Part Piece (vierteilige Skulptur) in Ostfildern, 1992

- Cube, 1984 im Merian-Park in Basel, seit 2011 im Zellweger Park, Uster, Kanton Zürich als Geschenk des Industriellen und Mäzens Walter Bechtler
- Black Form – Dedicated to the Missing Jews, 1987 für die Skulptur.Projekte in Münster entworfen, seit 1989 in Hamburg-Altona
- Open Cubes, 1991, Skulptur aus Aluminium-Vierkant-Rohr, weiß lackiert, Gallusanlage in Frankfurt am Main
- 2 – 2 Half Off, 1991, Aluminium, lackiert, 303 × 305, 228,8 cm, Badische Landesbibliothek (Vorplatz) in Karlsruhe
- Four Part Piece, 1992, Vier Skulpturen aus Mauersteinen, quadratische Wandscheiben (500 × 500 cm) aus Kalksandstein, an vier ausgewählten Standorten der vier Stadtteile von Ostfildern
- Three Triangles, 1993/94, Skulptur aus Mauersteinen, weiß gestrichen, auf dem Nordende der Teerhof-Halbinsel in Bremen
- Ohne Titel, 2006/2007, ortsgebundenes zweiteiliges Wandbild (50 × 6 m) in der Mercatorhalle in Duisburg